# Сюэ Чанжуй
Сюэ́ Чанжу́й (кит. упр. 薛长锐, пиньинь Xuē Chángruì; род. 31 мая 1991) — китайский прыгун с шестом, чемпион Азии и Азиатских игр.
Родился в 1991 году в Цзинани провинции Шаньдун. Сначала занимался прыжками в длину, с 2011 года переключился на прыжки с шестом. В 2013 году выиграл чемпионат Азии. В 2014 году стал чемпионом Азиатских игр.